# Portugalská šlechta

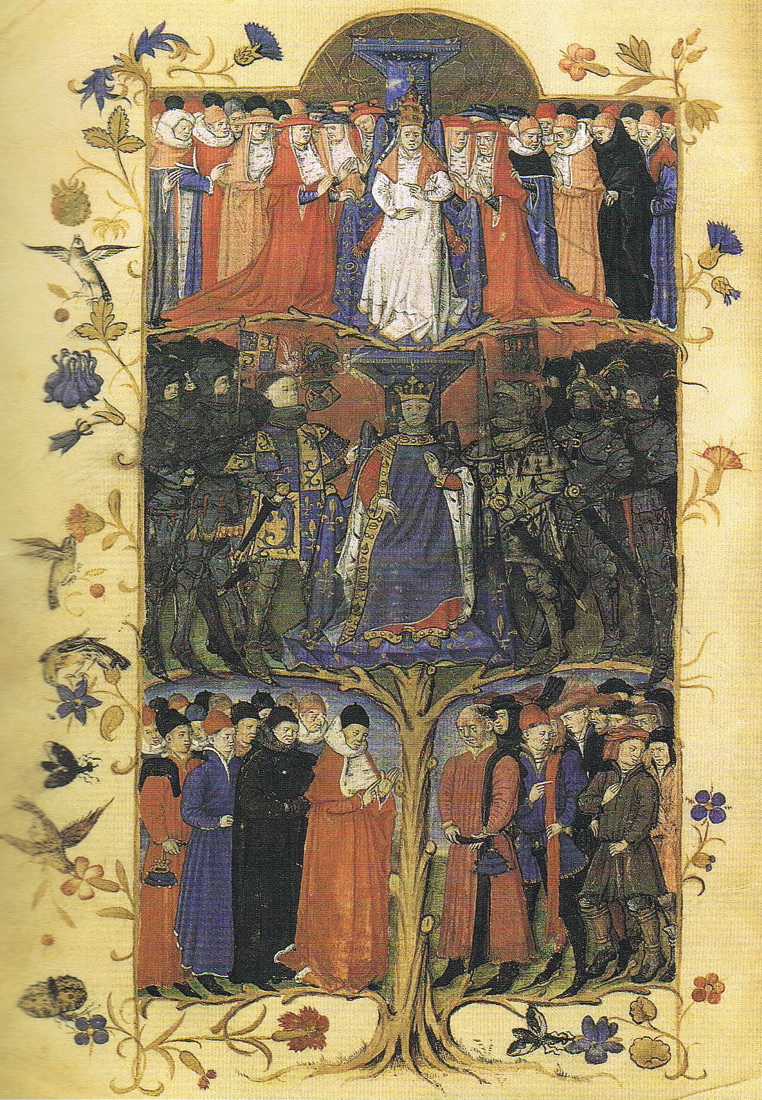
Tři "stavy" tradičního sociálního rozdělení západní společnosti 15. století: duchovenstvo, šlechta a třetí stav.

Portugalská šlechta je někdejší společenská třída celkově tvořená osobami s právními výsadami a nárokem na titul, a jako takoví byli uznáni v Portugalském království (1139-1910).
V období absolutní monarchie požívala aristokracie o mnoho více výsad a její příslušníci zastávali nejvýznamnější úřady ve státní správě, přičemž nejvyšší úřady byly vyhrazeny členům královské dynastie, a stejně tak v nejvyšší hierarchii v katolické církvi. Nicméně se zavedením konstituční monarchie v roce 1834, moc šlechty významně zeslábla, ačkoli rozmělňování její moci započalo již asi o století dříve, za vlády premiéra Sebastiana Josefa z Carvalha a Mela.
Poté, co se v roce 1910 Portugalsko stalo republikou, někteří členové starobylé šlechty i nadále užívali tituly náležející příslušným rodům na základě zákona, požívaného Ústavem portugalské šlechty (portugalsky Instituto da Nobreza Portuguesa), dle tradice v čele s vévoda z Braganzy, z nichž zatím posledním, v pořadí 24., je Eduard Pius z Braganzy.

## Šlechtické stupně
Portugalská šlechta se dělí na následující tříd:
1. Královští vévodové
2. Dědiční vévodové
3. Markýsové
4. Hrabata
5. Vikomti
6. Baroni
7. Svobodní páni
8. Majorátní šlechta

## Historický vývoj

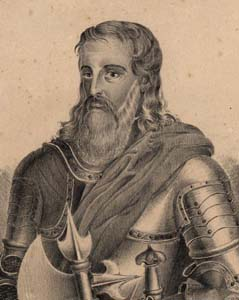
Jindřich, poslední hrabě portugalský. Jeho syn, Afons I. Dobyvatel, udělil nezávislost hrabství a přeměnil je v království.

Portugalská šlechta má své kořeny ve Španělském království za panování Alfonse VI., kde se mužští potomci leonské šlechty stávali drobnou šlechtou na severu Portugalska, mezi řekami Minho a Douro.
Za panování Manuela I. Portugalského byli již členové portugalské šlechty zaregistrování, což přetrvalo až do 12. století. Pro šlechtu vytvořenou napříč úrovněmi, bylo potřeba potvrdit jejich stav výměnou za stálou oddanou službu králi. Za panování krále Manuela I. se taktéž ustálila pravidla užívání šlechtických hodností, stejně jako užívání heraldických symbolů, aby se zamezilo přisvojení či zneužití šlechtických výsad. Všichni členové šlechty byli podřízeni portugalskému panovníkovi.

### Současnost
Po vyhlášení republiky v Portugalsku, byla tamní šlechta oficiálně zrušena zákonem v ústavě. 
Duarte Nuno, vévoda z Braganzy a hlavní představitel portugalské královské dynastie založil Radu portugalské šlechty, organizaci upravující a zastupující šlechtu v Portugalsku v době trvání republiky. Tato instituce se také zabývá studiem genealogie rodů a šlechtickými tituly. Během období trvání republiky nejsou v Portugalsku udělovány žádné nové šlechtické tituly.
Po smrti Duarta Nuna, jeho syn, Duarte Pio, vévoda z Braganzy, prohlásil Radu za zrušenou, za což byl mnohými kritizován. Později vytvořil Instituto da Nobreza Portuguesa, která prakticky navazuje na původní činnost Šlechtické rady.